# Кротка
Кротка (рус. Кроткая), понекад преведено и као „Нежно биће“, је кратка прича Фјодора Достојевског написана у новембру 1876. Комад долази са поднасловом „Фантастична прича“, и бележи однос између залагаоничара и девојке која често посећује његову радњу. Прича је инспирисана новинским извештајем који је Достојевски прочитао у априлу 1876. о самоубиству кројачице. Достојевски је то описао као „кротко самоубиство“ које вас „дуго прогања“.

## Опис
Ова приповетка Фјодора Михајловича Достојевског везана је за један догађај о коме се обавестио из петербуршких новина – о самоубиству младе и сиромашне девојке која је скочила кроз прозор са иконом у рукама. Кротку је Достојевски написао за месец дана, а у „Дневнику писца“ ја забележио да је три-четири недеље пре тога прочитао поменуту вест. Непосредан повод и није битан. Кротка је постала прича-монолог мужа младе жене самоубице, готово још девојчице, монолог који он води над њеним одром прве ноћи након смрти, покушавајући да открије „истину“, то јест прави узрок њене добровољне смрти.

## Анализа
Карактеризација наратора је упоређена са подземним човеком из Записи из подземља, и залагаоницима у Злочину и казни и Идиоту који настоје да се оснаже гомилањем богатства. Карактеризација приповедача и самоубиство његове жене замишљени су као критика онога што Достојевски назива косношћу или духовном стагнацијом која је резултат материјалних тежњи.

## Филмске адаптације
Године 1960. филмску адаптацију је направио Александар Борисов; 1969. другу адаптацију, Une femme douce, направио је Роберт Бресон; 1995. Мариуш Трелински као Łagodna; Године 1991. Мани Каул је снимио Nazar, на основу ове приче.
Године 2014., шриланкански режисер Прасана Витанаге снимио је свој филм Са тобом, без тебе. на ову причу. Године 2015., вијетнамски редитељ Ле Ван Киет адаптирао је ову причу у свом филму: Dịu Dàng - Gentle. Још једна адаптација из 2015. био је руски филм Клетка. Сергеј Лозницја је 2017. адаптирао причу у играни филм Нежно створење, који је изабран и имао је светску премијеру у званичном такмичењу на Канском фестивалу 2017.